# 朱碩燦
新野莊憲王朱碩燦（16世紀—1604年前），明朝唐藩第六代新野王，新野康靖王朱宙𣑁庶七子。

## 生平
朱碩燦初封鎮國將軍。隆慶六年（1572年）十一月，新野康靖王朱宙𣑁去世。萬曆六年（1578年）六月，朱碩燦襲封新野王。
朱碩燦去世後，於萬曆三十二年（1604年）閏九月獲諡莊憲。萬曆四十六年（1618年），朱碩燦的庶長子朱器垌將襲封，河南撫臣上報禮部稱，朱碩燦屬於冒封，其子以例以序應封輔國將軍；朱碩燦嫡長兄朱碩燁的庶子朱器𧯼為濫妾所生，不應襲爵，應降封奉國將軍，以主王祀。

## 家庭

### 妻
- 李氏，初冊為鎮國將軍夫人，萬曆六年（1578年）六月冊為新野王妃[1]。

### 子
- 庶長子：輔國將軍朱器垌[3]，萬曆三十年（1602年）十二月賜名[4]
- 庶次子：朱器堈[5]